# Panzerdivision Jüterbog
La Panzerdivision Jüterbog est une division blindée régulière de la Wehrmacht pendant la Seconde Guerre mondiale. Créée le 20 février 1945, elle ne fut active que pendant quelques jours.

## Historique
La division est établie le 20 février 1945, au terrain de manœuvre de Jüterbog, au sud de Berlin. Son groupe de commandement est directement issu de celui de la 10e Panzer Brigade, le bataillon blindé étant constitué d'éléments du bataillon Panzer Lehr (formation des équipages) de Kummersdorf. Le reste du personnel combattant est constitué de troupes venues d'unités « Alarm » de la capitale. La division n'a guère que la valeur militaire d'un régiment, le second régiment de panzergrenadiers n'ayant jamais été formé, et avec des effectifs moindres encore que ceux d'une Kampfgruppe Panzer-division Typ 1945. L'ordre est donné dès le 26 février à la Panzerdivision Jüterbog de se diriger vers la ville de Bautzen pour donner ses éléments à la 16. Panzer-Division qui n'était plus qu'un Kampfgruppe (groupe de combat).
Début mars 1945 la division est dissoute et absorbée par la division blindée susmentionnée.

## Commandement
Du 28 février au 5 mars 1945, son commandant est le Generalmajor Dietrich von Müller.

## Théâtre d'opérations
- Allemagne : février 1945 - mars 1945

## Ordre de batailles
À sa création (effectifs théoriques)
- Divisionsstab
- Panzer-Abteilung "Jüterbog"
  - I. Kompanie (avec Panzer IV)
  - II. Kompanie (avec Panzer IV)
  - III. Kompanie (avec Panzer IV)
  - Panzerjäger-Kompanie (Sfl.)
- 2x Panzergrenadier-Regiment 
  - avec 2 Bataillone de 3 Kompanien
- Panzer-Aufklärungs-Abteilung "Jüterbog"
  - Stab et 2 Aufklärungs-Kompanien
- Panzer-Artillerie-Regiment "Jüterbog"
  - 1 Sfl. Batterie,
  - 1 leFH Batterie (mot)
  - 1 sFH Batterie (mot)
- Panzer-Pionier-Abteilung"Jüterbog"
  - I. Kompanie (mot)
  - II. Kompanie (mot)
- gem .Nachrichten-Kompanie
- Werkstatt-Kompanie
- Sanitätskompanie

26 février 1945
- Divisionsstab avec Divisions-Begleit-Kompanie
- Panzer-Abteilung Jüterbog
  - 1.-4. Kompanie (31 StuG III, 10 Panzer IV/70)
- Panzer-Grenadier-Regiment Jüterbog
  - I. Bataillon (gep.)
    - 1.-4. Kompanie

  - II. Bataillon (mot.)
    - 5.-8. Kompanie

  - 9. Kompanie (sIG)
  - 10. Kompanie (Pionier)
  - 11. Kompanie (Flak)
- Panzer-Artillerie-Abteilung Jüterbog
  - 1. Batterie (leFH)
  - 2. Batterie (leFH)
- Panzer-Aufklärungs-Kompanie Jüterbog (6 schwere PSW, 5 leichte PSW en prévision)
- Panzerjäger-Kompanie Jüterbog (10 Jagdpanzer 38(t) en prévision)
- Panzer-Nachrichten-Kompanie Jüterbog
- Versorgungstruppen
  - Sanitäts-Kompanie avec Krankenwagen-Zug
  - Kraftfahr-Kompanie (120 t)
  - Werkstatt-Kompanie (mot.)
  - Divisions-Verwaltungs-Kompanie
  - Feldpostamt